# هامباکسان
هامباکسان (به لاتین: Hambaeksan) یک کوه در کره جنوبی است که در کره جنوبی واقع شده‌است. هامباکسان ۱٬۵۷۳ متر بالاتر از سطح دریا واقع شده‌است.